# 蓬塔格羅薩

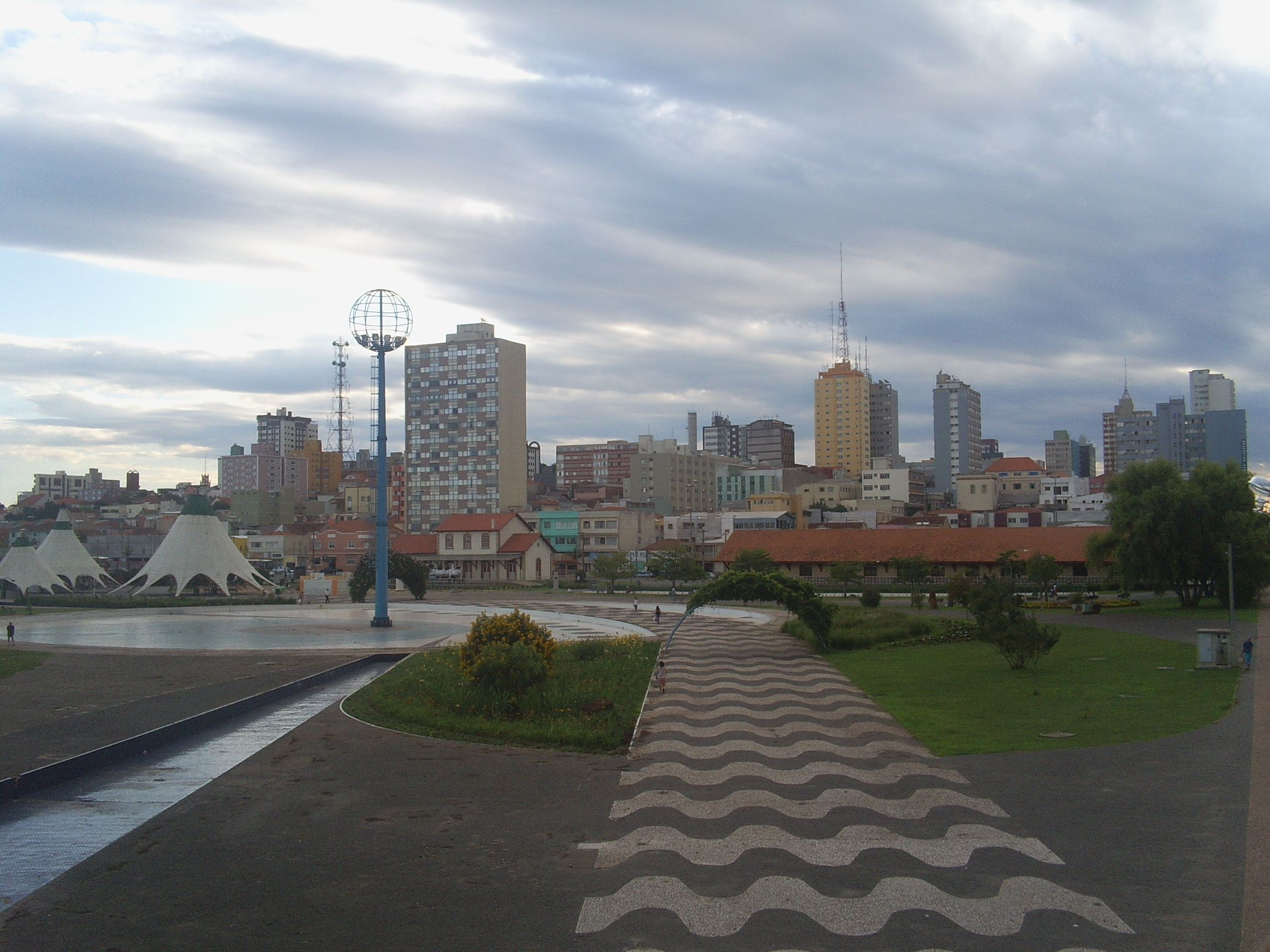

蓬塔格羅薩（葡萄牙語：Ponta Grossa）是巴西的城市，位於該國東南部，由巴拉那州負責管轄，距離庫里奇巴115公里，始建於1855年12月6日，面積2,067.6平方公里，海拔高度975米，受亞熱帶氣候影響，2009年人口314,681。

## 參見

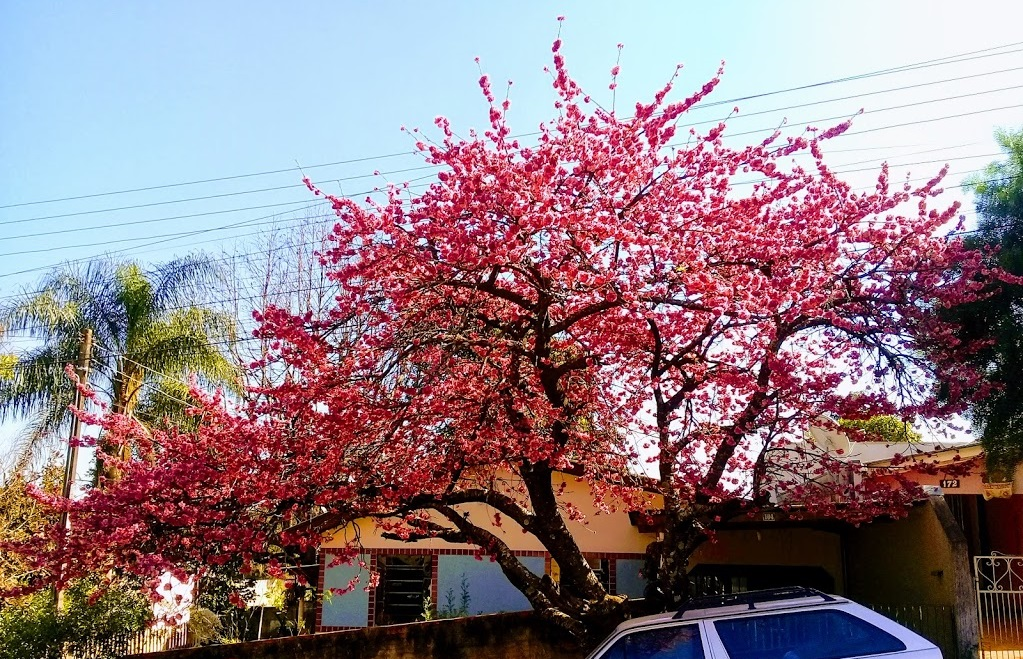
在蓬塔格羅薩亞熱帶氣候中生長的櫻桃樹